# De Luxe Ford

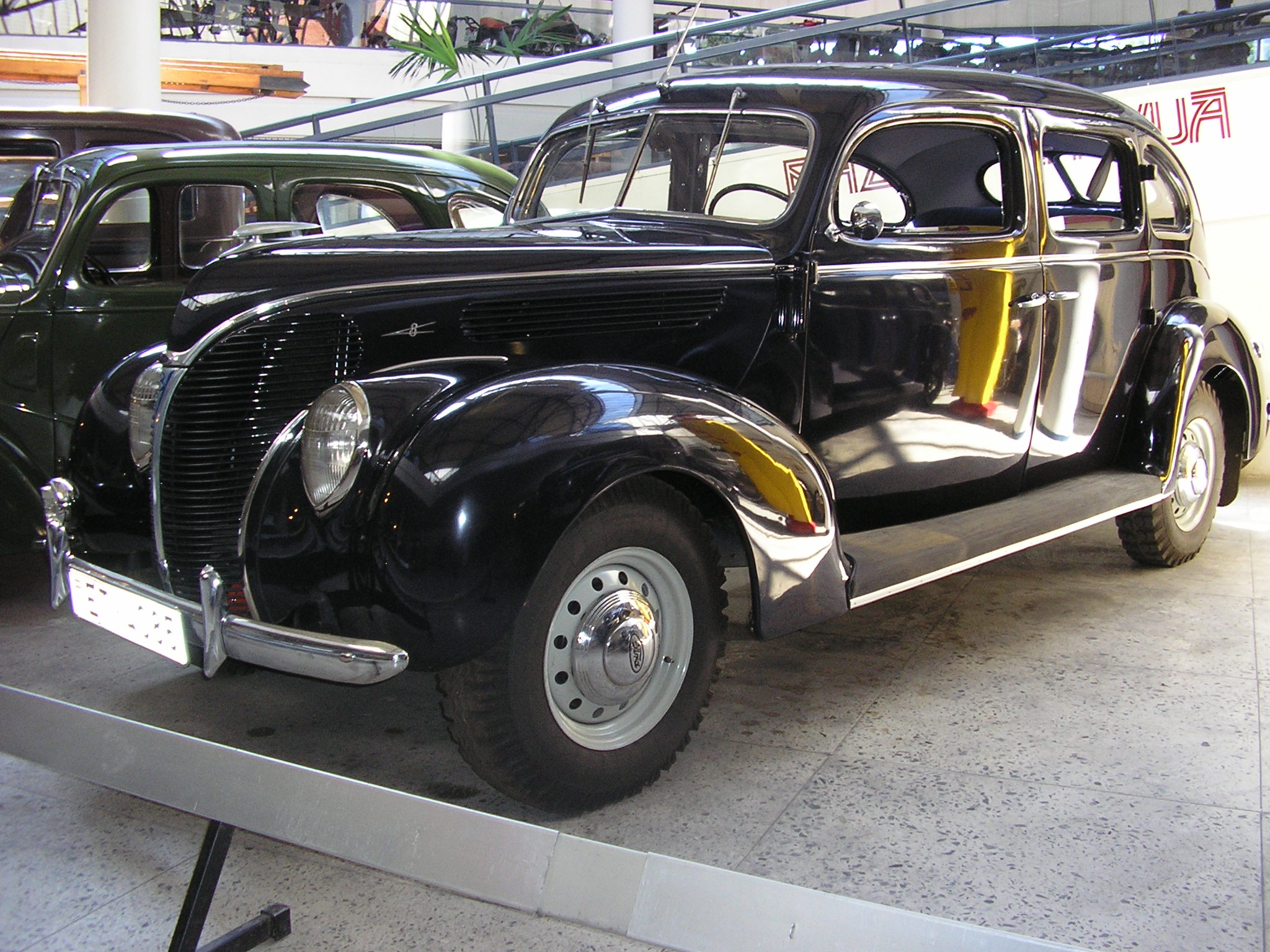
Un Ford-Vairogs V8 "De Luxe" modelo 81A de 1938.

De Luxe Ford fue una marca de automóviles perteneciente a Ford Motor Company creada en 1938 como una alternativa intermedia entre su modelo básico (normalmente llamado Standard) y la gama de lujo bajo su marca Lincoln.  El término "Deluxe" fue usado de forma intermitente tanto antes como después para especificar una gama de mayor escala, pero la línea De Luxe Ford se diferenció como una "marca dentro de una marca" con un estilo y precio diferentes hasta 1940. Durante 1939, Ford disponía de 5 gamas de vehículos: Ford, De Luxe Ford, Mercury, Lincoln-Zephyr, y Lincoln. Tras la Segunda Guerra Mundial, estas fueron simplificadas en Ford, Mercury, y Lincoln.  La línea del Ford 1941 incluía la gama "De Luxe" y "Super De Luxe", pero dichos vehículos no fueron comercializados como una línea separada. Cuando las ventas de Mercury se incrementaron, la gama De Luxe fue cancelada.
Esta estrategia comercial tuvo su origen como respuesta a las diferentes marcas de General Motors (Cadillac, Buick, Oldsmobile, Pontiac, y Chevrolet), y Chrysler (Chrysler, DeSoto, Dodge, y Plymouth).
Los De Luxe Fords de 1938 tienen un capó más sinuoso y una parrilla ornamental con forma de corazón. Esta estética fue incorporada a la línea estándar en 1939, cuando los De Luxe Fords cambiaron a parrillas con forma de uve y barras verticales. La gama estándar de nuevo incorporó la forma de De Luxe en 1940, esta vez con barras coloreadas. El De Luxe Ford de 1940 tenía una parrilla en tres zonas con barras horizontales.

## En la cultura popular

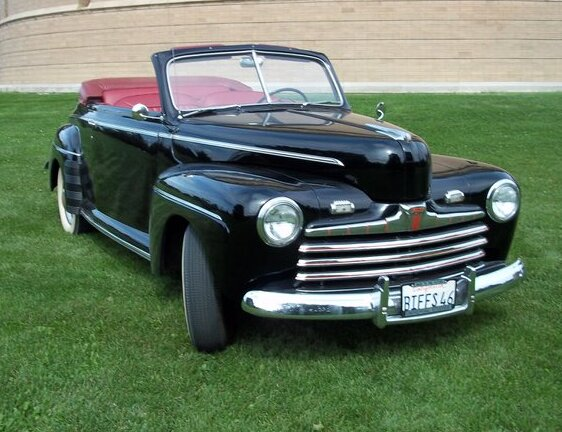
1946 Ford Super De Luxe convertible usado en Volver al Futuro Biff Tannen.

Un convertible Ford Deluxe de 1940 se utilizó como base para el coche "Greased Lightning" que aparece en la película Grease.